# Vrh (geometrija)
U geometriji, vrh je točka u kojoj se sijeku ili susreću dvije ili više dužina, krivulja ili bridova. Uglovi mnogokutova i poliedara su vrhovi. Mnogokuti u ravnini imaju isti broj vrhova i stranica. 
Konveksna geometrijska tijela u trodimenzionalnom prostoru slijede zakonitost, poznatu kao Eulerova karakteristika, koja glasi {\displaystyle V-B+S=2}, gdje je {\displaystyle V} broj vrhova, {\displaystyle B} broj bridova, a {\displaystyle S} broj strana. Primjerice, kocka ima 8 vrhova, 12 bridova i 6 strana; 8 – 12 + 6 = 2.